# História da Argélia
A história da Argélia tem lugar na fértil planície costeira do Norte da África, que é muitas vezes chamada de Magrebe (ou Magreb). O Norte da África serviu como uma região de trânsito para pessoas que se deslocavam à Europa ou Oriente Médio, assim, os habitantes da região não foram influenciados por populações de outras áreas. Fora desta mistura desenvolveu-se o povo berbere, cuja língua e cultura, embora empurradas de áreas costeiras por conquistas e colonizações cartaginesas, romanas e bizantinas, dominou a maior parte das terras, até a expansão do Islã e da vinda dos árabes. As forças mais importantes na história do país têm sido a expansão do islamismo, arabização, e a colonização otomana e francesa, e sua independência.

## Pré-colonização francesa
A Argélia tem sido habitada pelos berberes desde pelo menos 10 000 a.C. A partir de 1 000 a.C. os cartagineses passaram a exercer influência sobre os berberes ao instalarem assentamentos ao longo da costa.
Os primeiros reinos berberes começaram a surgir, destacando-se o Reino da Numídia, e aproveitaram a oportunidade oferecida pelas guerras púnicas para se tornarem independentes de Cartago. Sua independência, no entanto, não durou muito já que em 200 a.C. eles foram anexados por Roma, então uma república. Com a queda do Império Romano do Ocidente os berberes tornaram-se independentes outra vez retomando o controle da maior parte do seu antigo território, com exceção de algumas zonas que foram ocupadas pelos Vândalos que por sua vez foram expulsos pelos bizantinos. Com sua vitória o Império Bizantino manteve, ainda que com dificuldades, o domínio sobre a parte leste do país até a chegada dos árabes no século VIII. 

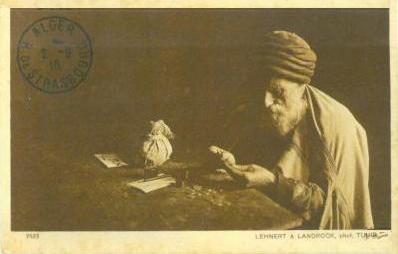
Cartão postal francês de 1918 mostrando um trocador de dinheiro argelino

Os berberes que resistiram aos árabes por algumas décadas sob o comando de líderes como Kusayla e Kahina acabaram adotando o islã. Apesar disso o califado foi rapidamente expulso da Argélia, que virou um estado ibadi sob o governo dos rustâmidas. Com a ajuda dos cotamas da região da Cabília os fatímidas xiitas derrubaram os rustâmidas e conquistaram o Egito. Eles deixaram a Argélia e a Tunísia sob o controle da tribo berbere dos zíridas. Eles acabaram por se rebelar e adotaram o sunismo no lugar do xiismo, em resposta os fatímidas enviaram uma populosa tribo Árabes, os Banu Hilal, com o intento de enfraquecê-los, o que acabou por dar início ao processo de colonização árabe do interior do país. As dinastias berberes dos almorávidas e dos almóadas trouxeram um período relativo de paz e desenvolvimento. Com a queda dos almóadas, no entanto, a Argélia tornou-se um campo de batalha dos conflitos pelo poder entre os ziânidas da própria Argélia, do Reino Haféssida da Ifríquia e dos Merínidas de Marrocos. Nos séculos XV e XVI a Espanha realizou vários ataques a cidades costeiras tomando, inclusive, o controle de algumas. Estas ações levaram algumas a pedir auxilio ao Império Otomano. 
A Argélia foi anexada ao Império Otomano por Cairadum e seu irmão Aruj que estabeleceram as atuais fronteiras argelinas ao norte e fizeram da costa uma importante base de corsários. As atividades dos corsários atingiram seu pico por volta do século XVII. Ataques constantes a navios norte americanos no mediterrâneo resultaram na primeira e segunda guerra berbere. Sob o pretexto de falta de respeito para com seu cônsul a França invade a Argélia em 1830. A forte resistência de personalidades locais e da população dificultou a tarefa da França, que só no século XX obtém o completo controle do país.

### A colonização da Argélia
Mesmo antes da obtenção efetiva desse controle, a França já havia tornado a Argélia parte integrante de seu território, uma situação que só acabaria com o colapso da Quarta República. Milhares de colonizadores da França, Itália, Espanha e Malta se mudaram para a Argélia para cultivar as planícies costeiras e morar nas melhores partes das cidades argelinas, beneficiando-se do confisco de terras populares realizado pelo governo francês. Pessoas de ascendência europeia (conhecidos como pieds-noirs), assim como judeus argelinos, eram considerados cidadãos franceses, enquanto que a maioria da população muçulmana argelina não era coberta pelas leis francesas, não tinha cidadania francesa e não tinha direito a voto. A crise social chegou ao seu limite neste período, com índices de analfabetismo subindo cada vez mais enquanto que a tomada de terras desapropriou boa parte da população.

### Descolonização da Argélia
A Argélia é obrigada a enfrentar uma guerra prolongada de libertação em virtude da resistência dos colonos franceses (apelidados na metrópole de pieds noirs, ou pés pretos), que dominam as melhores terras. Em 1947, a França estende a cidadania francesa aos argelinos e permite o acesso dos muçulmanos aos postos governamentais, mas os franceses da Argélia resistem a qualquer concessão aos nativos. Nesse mesmo ano é fundada a Frente de Libertação Nacional (FLN), para organizar a luta pela independência. Uma campanha de atentados antiárabes (1950-1953) desencadeada por colonos direitistas, tem como reação da FLN uma onda de atentados nas cidades e guerra de guerrilha no campo. Em 1958, rebeldes exilados fundam no Cairo um governo provisório republicano. A intervenção de tropas de elite da metrópole (Legião Estrangeira e pára-quedistas) amplia a guerra. Ações terroristas, tortura e deportações caracterizam a ação militar da França. Os nacionalistas e oficiais ultradireitistas dão um golpe militar na Argélia em 1958.
No ano seguinte o presidente francês, Charles de Gaulle, concede autodeterminação aos argelinos. Mas a guerra se intensifica em 1961, pela entrada em ação da organização terrorista de direita OAS (Organização do Exército Secreto), comandada pelo general Salan, um dos protagonistas do golpe de 1958. Ao terrorismo da OAS a FLN responde com mais terrorismo. Nesse mesmo ano fracassam as negociações franco-argelinas, por discordâncias em torno do aproveitamento do petróleo descoberto em 1945. Em 1962 é acertado o Armistício de Evian, com o reconhecimento da independência argelina pela França em troca de garantias aos franceses na Argélia. A República Popular Democrática da Argélia é proclamada após eleições em que a FLN apresenta-se como partido único. Ben Bella torna-se presidente.

### Guerra civil
O presidente Abdelaziz Bouteflika obtém uma grande vitória, em janeiro de 2000, com o anúncio do desmantelamento do Exército Islâmico de Salvação (EIS), braço armado da Frente Islâmica de Salvação (FIS) que desarma-se voluntariamente. A guerrilha fundamentalista fica restrita ao Grupo Islâmico Armado (GIA) e à facção Da´wa wal Jihad, menores que o EIS.
País mais afetado pelo fundamentalismo islâmico no norte da África, a Argélia mergulha na guerra civil em 1992, quando o governo anula as eleições parlamentares vencidas pela FIS. Até 2000, mais de 80 mil pessoas são mortas em massacres e atentados promovidos pela FIS, pelo GIA e pelas forças de repressão do governo argelino. 
O presidente Bouteflika consegue 98,63% de votos favoráveis em plebiscito sobre seu plano de paz, em setembro de 1999. Mais de 1,5 mil guerrilheiros do EIS aceitam a anistia oferecida pelo governo, e que dura até janeiro de 2000. Os grupos rebeldes remanescentes prosseguem, porém, a campanha terrorista e cerca de 200 pessoas são mortas durante o Ramadã, mês sagrado para os islâmicos, que termina em janeiro.